# Bocicoiu Mare
Bocicoiu Mare (in ungherese Nagybocskó, in tedesco Gross-Botschko e in ucraino Великий Бичків?) è un comune della Romania di 4 461 abitanti, ubicato nel distretto di Maramureș, nella regione storica della Transilvania. 
Il comune è formato dall'unione di 4 villaggi: Bocicoiu Mare, Crăciunești, Lunca la Tisa, Tisa.
La popolazione è composta per il 60% circa da ucraini, per il 30% circa da romeni e per il 7-8% da ungheresi.